# Elecciones parlamentarias de Hungría de 1953
Las elecciones parlamentarias se llevaron a cabo en la República Popular de Hungría el 17 de mayo de 1953, fueron las primeras elecciones tras la constitucionalización del régimen comunista. Como en todas las elecciones durante dicho régimen, a los votantes se les entregaba una lista única con candidatos del Partido de los Trabajadores Húngaros, y algunos candidatos independientes pro-comunistas. El Partido de los Trabajadores Húngaros obtuvo 206 escaños, mientras que los 92 restantes fueron para los candidatos independientes.

## Resultados
| Partido                              | Votos     | %    | Escaños | +/–  |
| ------------------------------------ | --------- | ---- | ------- | ---- |
| Partido de los Trabajadores Húngaros | 6.256.653 | 99.0 | 206     | –79  |
| Independientes                       | 6.256.653 | 99.0 | 92      | –25  |
| En Contra                            | 61.257    | 1.0  | –       | –    |
| Votos en blanco/anulados             | 52.609    | –    | –       | –    |
| Total                                | 6.370.519 | 100  | 298     | –104 |
| Votantes registrados/participación   | 6.501.869 | 98.0 | –       | –    |
| Fuente: Nohlen & Stöver              |           |      |         |      |